# Distretto di Komo-Magarima
Il distretto di Komo-Magarima (in inglese Komo-Magarima District) è un distretto della Papua Nuova Guinea appartenente alla provincia di Hela. Ha una superficie di 3.928 km² e 44.000 abitanti (stima nel 2000)